# 変身 (ヒーロー)
変身（へんしん）は、映画・テレビドラマ・小説・漫画・アニメなどに登場する人物がその姿を変えて、常人にはない特殊な能力を行使できるヒーロー・悪人・怪獣などになることを表す言葉。変身するときは何らかのかけ声と共に「決めポーズ」がとられることが多い。ヘンシンと表記することもある。スーツや武器などの装着が行われるだけの場合もあり、日本語的には「変装」と呼ぶほうが適していることもあるが、ごく一部の例外を除き「着替え」「変装」などではなくあくまで「変身」と呼ぶ。

## 概要
1950年代のテレビドラマ『月光仮面』や『七色仮面』など変身する主人公は視聴者に判るものの、変身そのものを映していない作品であったので、演じる俳優も変身前と変身後のヒーローが別々であった。1960年のテレビドラマ『新 七色仮面』では変身前と変身後のヒーローを千葉真一が両方演じて、器械体操で培った千葉のアクロバティックな擬斗・スタントは、後に製作されていく変身ヒーローを題材とした作品にも大きな影響を与えていくこととなる。両方を演じた背景としてスタントマンやスーツアクターが皆無だった時代で、千葉もその人材不足を憂いて後年ジャパンアクションクラブ (JAC) を設立しており、変身ヒーローの作品が次々製作されるようになってからは、スーツアクターという役割が定着した。
1966年のテレビドラマ『ウルトラマン』から主人公が変身する姿も映されるようになり、それ自体を明確に売りにしたのは1971年のテレビドラマ『仮面ライダー』（2号ライダー登場の2クール目以降）が最初である。これらのヒーローは、変身後に行使可能となる特殊能力を、変身する前の姿では行使できないか、または大きく制限された形でのみ行使できるという特徴がある。変身の前後で主人公の姿は大きく変わるが、周囲の人間や敵勢力が、それによって同一人物と認識できなくなるという設定の物語も多い（元々ヒーローの「変装」はそのためのものであった。その後の変身ヒーローでも、「正体は秘密にしなくてはならない」という物語上の縛りがついていることがしばしばある）。その後のブームは「変身ブーム」と呼ばれ『人造人間キカイダー』、『快傑ライオン丸』など、さまざまな作品がブームを盛り上げ今日に至るようになった。この時期の特撮作品の総称は、巨大ヒーローも含めて「第二次怪獣ブーム」と文献などで呼ばれることがある。
敵の目の前でポーズを取る変身は、仮面と素顔の使い分けではなく、「見栄」としての色彩が濃い。これは、変身ブームを巻き起こした『仮面ライダー』などが時代劇の流れを汲んでいることに起因する。時代劇では「忍者が使用する術の名前を宣言して、わざわざ敵に攻撃手段を教える」「侍が悪人をすぐに仕留めず、高らかに登場して相手が気づくのを待つ」といった、合理性よりも視聴者への印象づけに重きを置く演出がなされることがあり、変身もその一つと考えられる。
敵が変身を妨害しないことは半ばお約束とされてきたが、『仮面ライダー剣』ではオリハルコンエレメント（劇中において仮面ライダーカリスを除く主要ライダーが変身する際にベルトから出現する魔法陣）が敵をはね除ける、『仮面ライダーゼロワン』ではライダモデルが変身者を守る行動をするなど変身妨害がなされない理由付けがなされている。ただし変身モーションの途中以外の妨害は『ウルトラセブン』でウルトラアイを奪われるという例もある。

## アニメ
テレビアニメにおいては1964年の『ビッグX』で『ウルトラマン』に先んじて変身シーンが描かれている。またアニメでは、変身の過程をじっくりと表現することが多い。1973年の『キューティーハニー』では変身時に変身前の衣装が破けて裸になることが話題となった。主流の作品が時代と共にヒーロー物からロボットアニメにシフトしたため、タツノコプロ作品以外では少女向けの魔法少女アニメ作品で描かれる機会が多いのも特色。『魔法使いサリー』から連なる東映魔女っ子ものから『美少女戦士セーラームーン』など。『ふたりはプリキュア』や『キルラキル』など魔法や変身願望では無く純粋に擬斗を売りとする作品にも取り入れられるようになる。変装が変身として扱われるのは、劇中において演出として瞬時に衣装を早変わりさせるシーンが存在することにも起因する。『怪盗セイント・テール』は劇中においては魔法に類する能力は皆無の普通の人間であるにも拘らず、手品で服装を変えるシーンをもって魔法少女アニメとして扱われたことがある。

## 海外での「変身」
「変身」は極めて日本的な現象だと言われている。『DCコミックス』や『マーベル・コミック』を柱としたアメリカン・コミックス（アメコミ）のヒーローも奇抜な服装で活躍しているが、それらは日本でいう「変身」ではなく、どちらかと言えば本来の姿と名前を隠すためのものであり、ヒーローとして活動する場合は、ヒーローネーム（ヒーローとして活動する時だけの名前）を別に持っており、服装面では、基本的に本来の姿とは別であり、仮面を持っているヒーローも少なくはない。ヒーローが持つ特殊能力は、本来の姿でも発揮されるという点が特長となっているが、本来の姿では、特殊能力を殆ど使わず、ヒーローとして活動する時だけ特殊能力を使うといった具合である。異装の「異形の」超人の活躍の場面を楽しむという趣向は同じにもかかわらず、日本のヒーローがアメコミヒーローほど全世界規模で受容されない理由のひとつは、この変身という概念が障害になっているからだとも言われている。
しかし時代と共に、変身という概念が日本国外でも取り入れられるようになった。これは『スーパー戦隊シリーズ』、『仮面ライダーBLACK RX』をリメイクした『パワーレンジャー』、『マスクド・ライダー』の放送が要因となっている。アメリカでのリメイク元であるサバン・エンターテイメントは、オリジナル作品として『VR Troopers』を製作し、日本でも放送された。高屋良樹の『強殖装甲ガイバー』は2度アメリカ映画として実写化されている。パワーレンジャーをリメイクした映画は、スーパー戦隊シリーズの作品フォーマットとアメコミを原作とした映画の作風を融合させたものとなっている。